# Eroe del Lavoro della Repubblica Popolare Democratica di Corea
Il titolo di Eroe del Lavoro della Repubblica Popolare Democratica di Corea (로력영웅?) è un titolo onorifico della Corea del Nord.

## Storia
Probabilmente il titolo di Eroe del Lavoro della Repubblica Popolare Democratica di Corea doveva essere istituito nell'estate del 1950 ma lo scoppio della guerra di Corea fermò i piani. Solo quando il conflitto raggiunse una situazione di stallo lungo il 38º parallelo Nord, il governo ebbe il tempo di concentrarsi sul sistema di onorificenze del paese. L'onorificenza venne istituita il 17 luglio 1951 ed era il più alto riconoscimento civile del paese. Il titolo si basa sul suo equivalente sovietico, il titolo di Eroe del lavoro socialista.
Inizialmente l'onorificenza era nota con il nome di Eroe del Lavoro Coreano, usando la parola coreana "Choson" (조선). Questo lo distingueva dal relativo Ordine del Lavoro il cui nome completo era Ordine del Lavoro della Repubblica Popolare Coreana. Questo probabilmente era dovuto al fatto che i nordcoreani copiarono ogni dettaglio delle decorazioni dell'Unione Sovietica, alcune delle quali presentavano il nome esteso del paese, "Unione Sovietica", e altre semplicemente l'aggettivo "sovietico".
Durante la guerra, furono decorate come Eroi del Lavoro sedici persone. Una volta finito il conflitto, sorprendentemente, Kim Il-sung non ne fu insignito. Lo ricevette solo il 7 settembre 1958, probabilmente perché aveva consolidato la sua posizione al potere in seguito al tentato colpo di stato del 1956 noto come incidente della fazione di agosto. Kim Jong-il non ne fu mai insignito, portando gli osservatori a concludere che questa onorificenza non avesse molto valore politico almeno in quel momento.
In tempi più recenti, è stato abitualmente assegnato alle madri che hanno partorito un numero eccezionalmente alto di bambini.
Poiché non esiste un ordine di precedenza concordato per titoli, ordini e medaglie nordcoreani non è possibile stabilire definitivamente la posizione del titolo di Eroe del Lavoro della Repubblica Popolare Democratica di Corea. Secondo il North Korea Handbook dell'agenzia di stampa sudcoreana Yonhap News Agency, la decorazione di Eroe della Repubblica è da porre al di sotto del titolo di Eroe della Repubblica Popolare Democratica di Corea. Tuttavia, Martin Weiser classifica il titolo di Eroe del Lavoro come superiore.
Il distintivo è stato disegnato da Jong Chon-pa. Egli ha progettato anche le insegne della decorazione di Eroe della Repubblica Popolare Democratica di Corea, dell'Ordine della Bandiera Nazionale e l'emblema della Corea del Nord.

## Assegnazione
Il titolo viene assegnato per premiare meriti ed efficienza eccezionali nel lavoro.

## Insegne
- Il nastro è rosso con due strisce gialle ai lati.